# Johny Schleck
Johny Schleck (Assel, 22 de noviembre de 1942) es un exciclista luxemburgués, profesional entre 1965 y 1974. Su mayor éxito deportivo lo logró en la Vuelta a España, donde en 1970 logró la victoria de la 12.ª etapa por delante de Luis Ocaña.
Es el padre de los también ciclistas Fränk y Andy Schleck.

## Palmarés
| 1963 - Flèche du Sud 1965 - Campeón de Luxemburgo de ciclismo en ruta 1966 - Subcampeón de Luxemburgo de ciclismo en ruta 1967 - 1 etapa en el Tour de l’Oise - 1 etapa en el Tour de Luxemburgo - Subcampeón de Luxemburgo de ciclismo en ruta | 1968 - Subcampeón de Luxemburgo de ciclismo en ruta 1970 - 1 etapa en la Vuelta a España 1973 - Campeón de Luxemburgo de ciclismo en ruta |

## Equipos
- Pelforth-Sauvage-Lejeune (1965-1968)
- Bic (1969-1974)